# Léros
Pour l’article homonyme, voir Léros (dème).
Léros (en grec moderne : Λέρος) est une île grecque de l'archipel du Dodécanèse dans la mer Égée. Elle est le siège, à Lakkí, d'un évêché orthodoxe, la Métropole de Léros, Kálymnos et Astypalée. Elle se trouve à 317 km d'Athènes et 35 km des côtes turques. Plátanos avec les villages d'Agía Marína et de Pantéli constituent la capitale de Léros.

## Géographie
Léros est une île montagneuse et verte, avec de hautes collines et de nombreuses petites criques et villages. Sa superficie est de 53 km2 et elle compte 71 km de littoral. La municipalité comprend plusieurs îlots inhabités, dont Lévitha et Kínaros, et l'île peu peuplée de Farmakonísi. Au recensement de 2011 elle avait une population de 7 755 habitants, aujourd'hui supérieure à 8 000, bien que ce chiffre passe à plus de 15 000 au cours de la période estivale. Ses ports principaux sont Lakkí pour les ferrys (sur la côte ouest) et Agía Marína pour les aéroglisseurs (côte est). La ville principale, Plátanos (Πλάτανος), est dominée par une magnifique forteresse byzantine récemment restaurée, enrichie d'une église (la Panaghia). Les autres villages sont Pantéli, Xirókambos, Parthéni, Álinda, Kamára et Goúrna.

## Histoire
Les premiers habitants de Léros, les Cariens, subirent l'influence des Crétois, puis des Ioniens. Pendant la période hellénistique, Léros fit partie de la zone d'influence de l'Égypte ptolémaïque. Romaine puis byzantine, elle subit tant de raids arabes (notamment en 670, 674-678, 718) qu'elle fut entièrement dépeuplée, ses habitants étant emmenés en esclavage ou se réfugiant en Asie mineure pour y échapper. Repeuplée pendant la renaissance des Comnènes, mais convoitée par les chevaliers de l'ordre de Saint-Jean de Jérusalem et éloignée du pouvoir central de Constantinople, elle devint un repaire de pirates jusqu'en 1309 lorsque les chevaliers occupèrent l'île. En 1505 et 1508, les Ottomans tentèrent des sièges infructueux du château de Léros. La légende veut que l'île ait été sauvée par le dernier chevalier survivant, âgé d'à peine 18 ans. Il aurait habillé femmes et enfants d'armures qui, simulant une garnison nombreuse, auraient trompé et éloigné les Ottomans. Le 24 décembre 1522, après le siège de Rhodes, un traité fut signé entre le Sultan Soliman et le grand maître des Hospitaliers, Philippe de Villiers de L'Isle-Adam : Léros, comme toutes les possessions de la mer Égée de l'Ordre, passa aux mains des Ottomans qui l'administrèrent pendant quatre cents ans.
Pendant la Révolution grecque (1821-1830), de nombreux Lériotes participèrent à la lutte, l'île étant une base importante pour le réapprovisionnement de la marine grecque. Intégrée brièvement à la république de Grèce, elle retomba sous domination ottomane lors du traité de Constantinople de 1832 et, à la suite des représailles, perdit à nouveau une partie de sa population, dispersée en Asie Mineure ou s'étant enfuie en Grèce.
En 1912, à la suite de la guerre italo-turque, Léros passa comme le reste du Dodécanèse de l'occupation ottomane à l'occupation italienne. Au cours de cette période, les Italiens réalisèrent de nombreuses constructions de grande envergure, telles que la base aéronavale de Léros et la ville de Porto Lago (aujourd'hui Lakkí). Cette île fut en effet choisie pour son importance stratégique et sa géomorphologie présentant de nombreuses baies naturelles bien protégées.
Elle fut, durant la Seconde Guerre mondiale le champ de bataille d’une importante offensive en 1943 lorsque les Allemands tentèrent de reprendre l’île aux Italiens (qui venaient de changer de camp), aux Britanniques et aux Grecs. L'île fut très durement bombardée pendant plus d’un mois et demi, du 26 septembre au 16 novembre, date à laquelle elle tomba finalement aux mains de l’ennemi. C'est cette bataille qui a inspiré la « bataille de Kéros » dans le film Les Canons de Navarone de J. Lee Thompson. La baie de Lakkí abritait une importante base d’hydravions et son port naturel profond lui conférait une importance stratégique pour les forces allemandes en Méditerranée.
Après la guerre, Léros comme le reste du Dodécanèse, fut finalement rattachée à la Grèce, le 7 mars 1948, sept siècles après la fin de la période byzantine.
Après-guerre, les gouvernements grecs réaffectèrent de nombreux bâtiments militaires. L'hôpital psychiatrique de Léros fut ainsi fondé en 1959. Au cours des années 1967-1974, l'hôpital fut affecté à une « maladie » politique : l'opposition à la junte militaire des colonels, et les vieilles casernes furent transformées en camp de travail forcé pour accueillir les prisonniers politiques. L'Hôpital Pikpa de Leros devint ainsi un lieu de réclusion et d'exil.
Les mauvaises pratiques acquises durant la dictature des colonels ne cessèrent pas en 1974 : en 1989 encore, les conditions de vie des malades mentaux et les nombreux cas de maltraitance suscitèrent un scandale dans toute la Grèce et en Europe, grâce aux reportages du journal britannique The Guardian. Félix Guattari fit partie d'une délégation internationale qui visita l'asile de Léros. Il dénonça cette situation dans De Léros à La Borde, et Journal de Léros. Dans les années 1989-1994, l'Union européenne et le Ministère grec de la santé mirent en place un programme de réforme générale de l’assistance psychiatrique en Grèce. Mais vingt ans après sa mise en place, un reportage de la BBC révélait les échecs de cette réforme.
Comme d'autres îles du Dodécanèse telles que Kos ou Lesbos, Léros accueille de nombreux réfugiés. Les locaux de l'ancien hôpital psychiatrique sont utilisés pour former une partie du camp de réfugiés.

## Économie
Les habitants vivent de l’agriculture, de la pêche, de la construction et du tourisme estival. L’hôpital fournit aussi quelques emplois. Léros ayant un port naturel immense (la baie de Lakkí), de nombreux voiliers et yachts viennent y mouiller en été, donnant à l’île un caractère cosmopolite et international. Léros offre deux marinas : l'une à Lakkí et l'autre au Parthéni, elles peuvent chacune accueillir plusieurs centaines de bateaux.
L'île est reliée par des services de ferries, et un aéroport qui accueille des avions venant d'Athènes - deux fois par jour en haute saison.

## Documentaires
- GISTI, « Podcast et reportage photo : Les camps d’enfermement des îles grecques de Kos et Leros », sur www.gisti.org (consulté le 3 mars 2023)